# Gülüç (Ereğli)
Pour les articles homonymes, voir Gülüç.
Gülüç est une localité du district d'Ereğli dans la province de Zonguldak.

## Géographie
La ville est bordée au nord par la rivière de Gülüç (Gülüç Çayı) qui la sépare de l'aciérie de l'Erdemir, et à l'ouest par la Mer Noire. Le barrage de Gülüç est un peu en amont à l'est de la ville.

## Population
| 1997  | 2000  | 2007  | 2009  |
| ----- | ----- | ----- | ----- |
| 5 363 | 5 955 | 7 655 | 8 538 |